# ژی‌ای‌سی کوزنتسف

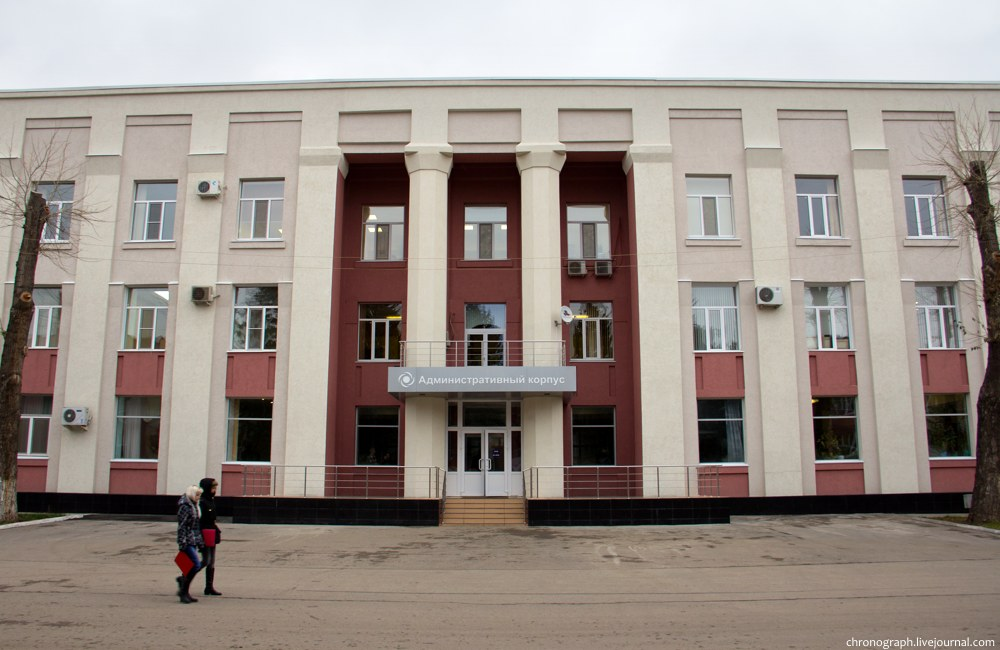
ساختمان اداری JSC "Kuznetsov"، سامارا، روسیه

ژی‌ای‌سی کوزنتسف (روسی: ПАО «Кузнецов») شرکت مهندسی روسی است، که در سال ۱۹۱۲ تأسیس شد و هم‌اکنون زیرمجموعه‌ای از شرکت یونایتد انجین کورپوریشن می‌باشد.